# Iain Banks
Pour les articles homonymes, voir Banks.
Œuvres principales
- Cycle de la Culture (1988-2012)
- EntREfeR (1987)

Iain Menzies Banks, né le 16 février 1954 à Dunfermline dans le Fife et mort le 9 juin 2013  à Kirkcaldy, est un écrivain écossais qui publie ses romans grand public sous le nom de Iain Banks et ses romans de science-fiction sous le nom de Iain M. Banks. Il a étudié l'anglais et la philosophie à l'université de Stirling. En 2009 il devient membre de la Royal Society of Literature.

## Biographie

### Carrière littéraire
Iain Banks est le fils d'un officier de marine en poste à l'Amirauté. Il se destine à l'écriture dès son enfance et entreprend des études d'anglais et de philosophie à l'université de Stirling. Son premier roman, The Wasp Factory (en), paraît en 1984. En 1997, un sondage mené par le libraire britannique Waterstones et la chaîne de télévision Channel 4 auprès de 25 000 personnes le désigne comme l'un des 100 meilleurs livres du XXe siècle.
Plusieurs de ses œuvres ont connu des adaptations. Espedair Street (en), consacré à une vedette du rock sur le déclin paraît en 1987. Son adaptation radiophonique (en) en quatre parties est diffusée en 1998 par BBC Radio 4. L'adaptation cinématographique (en) de Complicity (en), paru en 1993, est tournée en 2000 par le réalisateur Gavin Millar. The Crow Road (en) paraît en 1992, et son adaptation télévisuelle (en) en quatre parties est diffusée en 1996 par BBC Scotland.

### Prises de position
Tout comme son ami Ken MacLeod (lui aussi écrivain écossais de science-fiction), Banks fait montre d'une solide connaissance de l'histoire des mouvements politiques de gauche dans ses écrits. Il développe en particulier l'argument selon lequel une économie de l'abondance rendrait possible (si ce n'est inévitable) l'anarchie ou l'adhocratie. Il a signé la Déclaration de Calton Hill (en) qui appelait à l'indépendance de l'Écosse.
À la fin de l'année 2004, Banks était l'un des membres les plus en vue d'un groupe de politiciens et de personnalités médiatiques qui ont mené campagne pour une démission de Tony Blair après l'invasion de l'Irak en 2003. En signe de protestation, il a coupé en deux son passeport avant de le poster au 10 Downing Street. Son ouvrage Raw Spirit, par ailleurs essentiellement consacré à une tournée de dégustation de whiskies autour de l'Écosse, fait état de ses préoccupations à propos de l'invasion de l'Irak et le principal protagoniste de son roman The Steep approach to Garbadale débat avec un autre personnage sur un sujet très similaire.

### Décès
Il décède en juin 2013, à l'âge de 59 ans, d'un cancer de la vésicule biliaire .

### Postérité
Dans son livre Utopie radicale (2022), la chercheuse française Alice Carabédian s'appuie notamment sur l‘oeuvre de Banks pour discuter la portée politique de l'utopie dans la littérature de science-fiction.

## Œuvres

### Littérature générale
- Le Seigneur des guêpes, Presses de la Cité, 1984 ((en) The Wasp Factory, 1984)Réédition, Pocket, coll. « Terreur » no 9012, 1989, puis Fleuve noir, coll. « Thriller Fantastique » no 9012, 2005
- (en) Walking on Glass, 1985
- ENtreFER, Denoël, coll. « Présence du futur » no 456, 1988 ((en) The Bridge, 1986)Réédition, Gallimard, coll. « Folio SF » no 23, 2000
- (en) Espedair Street, 1987Adapté pour la radio BBC en 1998 (dir. Dave Batchelor (en))
- (en) Canal Dreams, 1989
- (en) The Crow Road, 1992Adapté pour la télévision (BBC) en 1996 (dir. Gavin Millar)
- Un homme de glace, Denoël, 1996 ((en) Complicity, 1993)Réédition, Pocket, coll. « Thriller » no 10477, 1999. Adaptation cinématographique en 2000 (dir. Gavin Millar), titre changé en Retribution pour la sortie américaine du DVD
- (en) Whit, 1995
- Un chant de pierre, L'Œil d'or, 2016 ((en) A Song of Stone, 1997)
- Le Business, Belfond, 2001 ((en) The Business, 1999)
- (en) Dead Air, 2002
- (en) The Steep Approach to Garbadale, 2007
- Transition, Orbit, 2012 ((en) Transition, 2010)Réédition, Le Livre de poche, coll. « Science-fiction » no 33143, 2013
- Retour à Stonemouth, Calmann-Lévy, 2014 ((en) Stonemouth, 2012)Réédition, Le Livre de poche, coll. « Science-fiction » no 33904, 2015
- (en) The Quarry, 2013

### Science-fiction
La plupart de ses romans de science-fiction se déroulent au sein d'une grande civilisation pan-galactique, La Culture, qui est décrite en détail. Ces romans, bien qu'utilisant la même toile de fond, ne doivent pas nécessairement être lus dans un ordre déterminé. Les éditions françaises et américaines sont le plus souvent attribuées à Iain M. Banks :
- Une forme de guerre, Robert Laffont, coll. « Ailleurs et Demain », 1993 ((en) Consider Phlebas, 1987), trad. Hélène CollonRéédition, Le Livre de poche, coll. « Science-fiction » no 7199, 1996
- L'Homme des jeux, Robert Laffont, 1992 ((en) The Player of Games, 1988), trad. Hélène CollonRéédition, Le Livre de poche, coll. « Science-fiction » no 7185, 1997
- L'État des arts, DLM, coll. « Cyberdreams », 1996 ((en) The State of the Art, 1989), trad. Sylvie Denis et Noé GaillardRoman court, réédité dans le recueil L'Essence de l'art
- L'Usage des armes, Robert Laffont, 1992 ((en) Use of Weapons, 1990), trad. Hélène CollonRéédition, Le Livre de poche, coll. « Science-fiction » no 7189, 1996
- Excession, Robert Laffont, 1998 ((en) Excession, 1996)Prix British Science Fiction du meilleur roman 1996 - Réédition, Le Livre de poche, coll. « Science-fiction » Science-fiction no 7241, 2002
- Inversions, Fleuve noir, 2002 ((en) Inversions, 1998) [détail des éditions]Réédition, Le Livre de poche, coll. « Science-fiction » no 7257, 2003
- Le Sens du vent, Robert Laffont, 2002 ((en) Look to Windward, 2000)Réédition, Le Livre de poche, coll. « Science-fiction » no 7283, 2006
- Trames, Robert Laffont, 2009 ((en) Matter, 2008)Réédition, Le Livre de poche, coll. « Science-fiction » no 32704, 2012
- L'Essence de l'art, Le Bélial', 2010 ((en) The State of the Art, 1991)Recueil de nouvelles (toutes les histoires ne concernent pas la Culture). Réédition, Le Livre de poche, coll. « Science-fiction » no 32868, 2013
- Les Enfers virtuels, Robert Laffont, 2011 ((en) Surface Detail, 2010)En deux volumes. Réédition, Le Livre de poche, coll. « Science-fiction » no 33142, 2013
- La Sonate Hydrogène, Robert Laffont, 2013 ((en) The Hydrogen Sonata, 2012)Réédition, Le Livre de poche, coll. « Science-fiction » no 33561, 2014

Ses autres romans de science-fiction :
- La Plage de verre, Fleuve noir ((en) Against a Dark Background, 1993)Réédition, Pocket, coll. « Science-fiction » no 7045, 2010
- Efroyabl Ange1, L'Œil d'or, 2013 ((en) Feersum Endjinn, 1994)Illustré de douze gravures de Frédéric Coché. Prix British Science Fiction du meilleur roman 1994. Réédition, Gallimard, coll. « Folio SF », 2019
- L'Algébriste, Bragelonne, 2006 ((en) The Algebraist, 2004)Réédition, Le Livre de poche, coll. « Science-fiction » no 32985, 2013
- Transition, Le Livre de poche, 2013 ((en) Transition, 2009)Le Livre de poche, coll. « Science-fiction », 2013

### Ouvrage non fictif
- (en) Raw Spirit, 2003À propos des distilleries de scotch whisky écossaises